# ادی گری (بازیکن فوتبال، زاده ۱۹۴۸)
ادی گری (انگلیسی: Eddie Gray؛ زادهٔ ۱۷ ژانویهٔ ۱۹۴۸) بازیکن فوتبال بازنشسته و مربی اهل بریتانیا است.
از باشگاه‌هایی که در آن بازی کرده است می‌توان به لیدز یونایتد اشاره کرد.
وی همچنین در تیم ملی فوتبال اسکاتلند بازی کرده است.
وی همچنین در تیم‌های ملی فوتبال زیر ۱۵ سال زیر ۱۷ سال و زیر ۱۸ سال اسکاتلند بازی کرده است.

## دوران بازی
گری در گلاسگو به دنیا آمد و در منطقهٔ کسل‌میلک شهر بزرگ شد. او بازیکن نوجوان تیم ملی فوتبال اسکاتلند بود. آرزو داشت برای تیم کودکی‌اش سلتیک قرارداد ببندد اما در سن ۱۶ سالگی قرارداد حرفه‌ای با لیدز یونایتد امضا کرد. او اولین بازی‌اش را در روز سال نو ۱۹۶۶ انجام داد، کمتر از سه هفته قبل از تولد ۱۸ سالگی‌اش و نزدیک به بیست سال برای این باشگاه بازی کرد. او هافبک کناری کلاسیک بود و در فوتبال جهان به خاطر توانایی‌اش در عبور از دفاع‌های کناری رقیب با مهارت، سرعت و تفکر تحسین می‌شد. با رشد مقام و تجربه تیم لیدز در دهه ۱۹۶۰، گری به جزئی حیاتی از تیم تبدیل شد.
در سال ۱۹۶۸، او در تیم لیدز بود که موفق به کسب جام حذفی لیگ جام لیگ و جام فییرز شد و گل‌های پیروزی را در هر دو نیمه نهایی به ثمر رساند، از جمله یک گل فردی به یادماندنی مقابل برایان کلاوف و دربی کانتی در نیمه‌نهایی جام لیگ. با این حال به دلیل مصدومیت بازی برگشت فینال جام فییرز را از دست داد. او سپس بخش مهمی از تیمی بود که یک سال بعد قهرمان لیگ لیگ برتر شد و در این فصل ۳۳ بازی انجام داد و پنج گل زد، فصلی که لیدز رکورد بیشترین امتیاز در تاریخ لیگ را ثبت کرد و تنها دو بازی را باخت. با این حال مشهورترین بازی او در پیراهن لیدز در سال ۱۹۷۰ رقم خورد.
تیم در حال تعقیب یک "سه‌گانه" بی‌نظیر شامل قهرمانی لیگ، جام حذفی و جام باشگاه‌های اروپا بود و گری در بهترین فرم خود قرار داشت. او قبلاً گل به یادماندنی‌ای که بسیاری از هواداران باشگاه آن را بهترین گل تاریخ بازیکنان لیدز می‌دانند به ثمر رسانده بود – یک حرکت انفرادی از خط دروازه در سمت چپ دروازه با دریبل و عقب‌کشی که او را به موقعیت شوت‌رانی رساند – وقتی که روز او در استادیوم ومبلی برای فینال جام حذفی ۱۹۷۰ مقابل چلسی فرا رسید.
مدافع کناری مارکر گری، دیوید وب بود، مدافعی مطمئن اما معمولی که در طول ۹۰ دقیقه بازی و وقت اضافه، توسط گری آزار دید. وب بارها به پشت افتاد یا در جهت اشتباه نگاه کرد وقتی گری با مهارت او را رد می‌کرد، از جمله در یک حرکت که او به داخل پای ضعیف‌ترش یعنی پای راست برید و شوتی به تیرک دروازه زد. اگرچه لیدز بازی را تحت کنترل داشت اما بازی با تساوی ۲–۲ به پایان رسید و نیاز به بازی تکراری بود – گری کرنری را که باعث شد جک چارلتون گل اول را بزند، گرفت. در بازی تکراری، چلسی تاکتیک خود را تغییر داد و ران هریس که مدافعی سرسخت‌تر بود را مقابل گری گذاشت و در نتیجه خطر از بین رفت – هریس با تکل خشنی به پشت زانوی گری او را شدیداً مصدوم کرد. چلسی با نتیجه ۲–۱ برنده شد و در یک پیچش نهایی، خود وب گل برتری را زد. لیدز مسابقه قهرمانی لیگ را به اورتون و نیمه‌نهایی جام باشگاه‌های اروپا را به سلتیک واگذار کرد و در نهایت بدون کسب هیچ جامی باقی ماند.
نبردهای مکرر گری با مصدومیت آغاز شد و او بیش از نیمی از فصل ۱۹۷۰–۷۱ را از دست داد، فصلی که در آن بار دیگر لیدز قهرمانی لیگ را از دست داد اما جام فییرز را برای دومین بار مقابل یوونتوس کسب کرد. او بخشی از تیمی بود که در فصل ۱۹۷۱–۷۲ با پیروزی‌های ۵–۱ و ۷–۰ متوالی مقابل منچستر یونایتد و ساوت‌همپتون در الاند رود بود؛ فیلم این دو بازی به نمادی تبدیل شد. در همان فصل، او در تیمی بود که در فینال جام حذفی فوتبال انگلستان ۱۹۷۲ مقابل آرسنال قهرمان شد و همچنین در فینال بعدی حضور داشت که لیدز به طور شگفت‌انگیزی به ساندرلند باخت. او فینال بحث‌برانگیز جام برندگان جام اروپا ۱۹۷۳ را به دلیل مصدومیت از دست داد و بیشتر فصل ۱۹۷۳–۷۴ را که لیدز به لطف مصدومیت‌های زیاد قهرمان لیگ شد، غایب بود. این مصدومیت‌ها آنقدر مکرر شده بود که وقتی برایان کلاوف جای دن روی را در لیدز گرفت، جلسه تیم اصلی را با این جمله شروع کرد که اگر ادی گری یک اسب بود، مدت‌ها پیش کشته شده بود.
عملکرد او در جناح باعث شد روی برایوی جمله مشهوری بگوید که «وقتی روی برف بازی می‌کند هیچ اثری از خودش نمی‌گذارد». گری در تیمی بازی کرد که به فینال جام باشگاه‌های اروپا ۱۹۷۵ در پاریس رسید، و در پیروزی خانگی مقابل قهرمانان اسپانیا بارسلونا در نیمه‌نهایی حضور داشت، جایی که گری مارکر خود، دلاکروز را آزار داد و بارسلونا را تحت فشار گذاشت و اجازه داد لیدز بر بازی تسلط یابد. با این حال، مربی جیمی آرمفیلد او را از ترکیب اصلی برای فینال خط زد که لیدز به طور جنجالی به بایرن مونیخ باخت. در این مسابقات همچنین برادر کوچکتر او، فرانک حضور داشت که او نیز از رده‌های الاند رود آمده بود. این پایان دوران تیم بزرگ دن روی بود (خود روی یک سال پیش به عنوان مربی انگلستان رفته بود) و هم‌تیمی‌های گری شروع به ترک باشگاه کردند. تا اوایل دهه ۱۹۸۰، گری تنها بازیکنی بود که از هر دوره روی در باشگاه مانده بود (اگرچه پیتر لوریمر و دیوید هاروی بعداً بازگشتند). گری که به دفاع چپ تبدیل شده بود، دوران بازی‌اش را طولانی‌تر کرد و در تیمی بود که در سال ۱۹۸۲ تحت هدایت هم‌تیمی سابقش آلن کلارک به دسته پایین‌تر سقوط کرد.
رکورد بد مصدومیت گری باعث شد دوران ملی او در تیم اسکاتلند کوتاه و پراکنده باشد. او فقط ۱۲ بازی ملی داشت و به دلیل مصدومیت جام جهانی ۱۹۷۴ را از دست داد.
در دوران بازیکنانی خشن – برمنر، هریس، اسمیت و غیره – گری همچنین افتخار این را داشت که هرگز در دوران حرفه‌ای خود کارت زرد نگرفت.

## دوران مربی‌گری
گری سپس در سال ۱۹۸۲، پس از سقوط لیدز به دسته اول، به عنوان بازیکن-مربی هدایت تیم را بر عهده گرفت. باشگاه ناچار شد برای بازسازی تیم به سیاست استفاده از بازیکنان جوان روی آورد، و بازیکنانی مانند جان شریدان، نیل اسپین، دنیس اروین و اسکات سلرز به میدان آمدند. پس از قرار گرفتن در نیمه بالای جدول در دو فصل اول حضورش در این سمت، فصل ۸۵–۱۹۸۴ شاهد تلاشی برای صعود بود که در روز پایانی در برابر بیرمنگام سیتی از دست رفت. پس از ناکامی در صعود از دسته دوم لیگ فوتبال، گری پس از ۲۰ سال، ۵۶۱ بازی و ۶۸ گل از لیدز جدا شد.
او بعدها هدایت ویتبی تاون را بر عهده گرفت. در سال ۱۹۸۶، گری هدایت راچدیل را به دست گرفت و در فصل ۸۷–۱۹۸۶ این باشگاه موفق شد از سقوط تقریباً قطعی از لیگ فوتبال نجات یابد.
گری در فصل ۸۹–۱۹۸۸ هدایت هال سیتی را پس از جدایی برایان هورتون در فصل پیشین بر عهده گرفت. هال موفق شد به میانه جدول صعود کند و در ماه فوریه تنها پنج امتیاز با پلی‌آف فاصله داشت و همچنین به دور پنجم جام حذفی رسید، جایی که به لیورپول باختند. تنها یک پیروزی در ۱۸ بازی پایانی باعث شد هال در رده چهارم از پایین جدول قرار گیرد، هرچند خطر سقوط را پشت سر گذاشته بود، اما این عملکرد ضعیف باعث شد او از سمت خود برکنار شود.

## پیوندهای خانوادگی فوتبالی
پسر ادی گری، استوارت (که در سال ۲۰۲۴ پیش از پدرش درگذشت) وارد فوتبال حرفه‌ای شد و برای باشگاه فوتبال سلتیک، تیمی که ادی در کودکی طرفدارش بود، بازی کرد. برادرزاده‌اش، اندی گری، پسر فرانک، برادر ادی، نیز یک فوتبالیست حرفه‌ای بود و همچنین برای لیدز بازی کرد. نتیجه‌های برادرزاده‌هایش، آرچی و هری گری نیز فوتبالیست حرفه‌ای هستند.